# Чекман, Иван Сергеевич
Иван Сергеевич Чекман (4 октября 1936, с. Чаньков, Дунаевецкий район, Хмельницкая область, УССР — 26 октября 2019) — учёный-фармаколог, доктор медицинских наук (1973), профессор (1976), член-корреспондент Национальной академии наук (1991) и Академии медицинских наук (1993), лауреат Государственной премии УССР в области науки и техники (1986), заслуженный деятель науки и техники Украины (1991), заведующий кафедрой фармакологии Национального медицинского университета имени А. А. Богомольца (1972—2016); профессор кафедры фармакологии Киевского медицинского университета Украинской академии народной медицины (УАНМ, 2016). Ученик и последователь академика А. И. Черкеса. Заслуженный деятель науки и техники Украины (1999). Почётный профессор Тернопольского государственного медицинского университета имени И. Я. Горбачевского.

## Биография
Иван Сергеевич Чекман родился 4 октября 1936 года в селе Чаньков Дунаевецкого района Хмельницкой области Украинской ССР. В 1951 году поступил в Каменец-Подольское медицинское училище. Окончил училище в 1955 году. В 1961 году окончил Тернопольский медицинский институт.
С 1966 года работает в Киевском медицинском институте (ныне Национальный медицинский университет имени А. А. Богомольца), с 1974 года — заведующий кафедрой фармакологии, одновременно с 1987 года занимал должность директора Киевского научно-исследовательского института фармакологии и токсикологии.
Работал главным врачом участковой больницы в Волочиском районе Хмельницкой области (1961—1963), аспирант (1963—1966), ассистент (1966—1969), доцент (1969—1972), заведующий (1972) кафедры фармакологии и клинической фармакологии Национального медицинского университета им. А. А. Богомольца.
Учился в аспирантуре при кафедре фармакологии Киевского медицинского института. Его научным руководителем был академик Александр Ильич Черкес. В 1966 году И. С. Чекман успешно защитил кандидатскую диссертацию на тему «Экспериментальные исследования производных пропиниламина». В 1973 году защитил докторскую диссертацию на тему: «Экспериментальные исследования механизмов действия антиадренергических средств». Имеет звания: кандидат медицинских наук (1966), доцент (1970), доктор медицинских наук (1973), профессор (1976), член-корреспондент НАН (1991) и АМН (1993).

## Научная деятельность
Направления научных исследований посвящена изучению общей, специальной, медицинской и радиационной фармакологии, токсикологии и фитотерапии. Проводит исследования по новым направлениям науки: физико-химическая фармакология, квантовая фармакология и нанофармакология. Впервые установил ведущую роль комплексообразования лекарственных средств с компонентами биомембран; установил, как триггерный механизм первичного фармакологического эффекта позволяет решать фундаментальные вопросы общей и клинической фармакологии сердечно-сосудистых, нейротропных и метаболитных препаратов.
Изучает фармакологию препаратов растительного происхождения. Установил, что эфирные масла растений имеют свойство образовывать комплексы с ксенобиотиками, уменьшать их токсичность и выводить из организма. Разработал композиции эфирных масел растений и предложил их для применения в клинической практике. Получил оригинальный препарат растительного происхождения — карбюлозу, выводящую из организма радионуклиды, нитраты и соли тяжелых металлов из организма. Препарат рекомендован МОЗ Украины для широкого применения в клинической практике. В области квантовой фармакологии установил, что активность медикаментов обусловлена наличием и особенностью размещения реакционных центров их молекул, от чего зависит лечебная активность медикаментов. Суспензия высокодисперсного кремнезема уменьшает токсичность как ксенобиотиков, так и лекарственных средств.

## Награды и звания
- Орден «Знак Почёта» (1986).
- Член-корреспондент НАН Украины (1991).
- Член-корреспондент Академии медицинских наук Украины (1993, фармакология).
- Государственная премия УССР в области науки и техники (1986).
- Заслуженный деятель науки и техники Украины (1999).
- Почётный профессор Тернопольского государственного медицинского университета имени И. Я. Горбачевского.

## Труды
Иван Сергеевич Чекман является автором более 900 научных работ, включая 67 монографий, справочников, учебников, пособий, словарей, 20 методических рекомендаций, 70 патентов. Подготовил 22 докторов и 35 кандидатов медицинских наук.

## Основные научные работы
- Осложнения фармакотерапии. — К.: Здоровье, 1980.
- Бронхиальная астма. — К, 1984.
- Прикладная иммунология. — К., 1984.
- Аутоиммунные процессы и их роль в клинике внутренних болезней. — К., 1985.
- Рецептурный справочник врача. — К., 1985.
- Физическая химия и клиническая фармакология сердечных гликозидов. — К.: Наукова думка, 1985. — (У співавторстві).
- Руководство по клинической лабораторной диагностики. — М., 1992.
- Биохимическая фармакодинамика. — К.: Здоров’я, 1991.
- Клиническая фитотерапия. Природа лечит. — Киев: Рада, 2000.
- Кардиопротекторы. — К., 2005.
- Тиотриазолин, фармакологические свойства и клиническое применение. — Запорожье-Львов, 2005, (у співавторстві).
- Магнийсодержащих препараты: фармакологические свойства, применение. — Запорожье-Киев, 2007, (в соавторстве).
- Метаболитотропные препараты. — Запорожье, 2007, (в соавторстве).
- Семья Нобелей. — Киев, 2007